# Colossale
Colossale est une série de bande-dessinée créée par Rutile, scénariste, et Diane Truc, co-scénariste et dessinatrice. Elle est initialement publiée au format numérique sur la plateforme Webtoon entre 2020 et 2022, puis adaptée au format livre papier par les éditions Jungle entre 2023 et 2024.

## Développement
Les deux autrices se rencontrent en 2016. Alors que Diane Truc étudie à l'animation 2D à l'école des Gobelins et publie son travail sur le réseau Tumblr, Rutile le remarque et entre en contact avec elle pour lui proposer un projet en commun. Elles s'essayent peu après au format webtoon pour un concours, sans que cela n'ait de suite. 
Diane Truc pense d'abord Colossale en réponse à une commande d'un studio d'animation avec lequel elle travaille alors. Elle reprend les codes du shôjo auxquels elle intègre son expérience de la musculation, le tout dans un milieu aristocratique contemporain,,. Finalement, le studio ne s'engage pas sur le projet et en 2020, il est présenté à un concours organisé par Webtoon. Colossale gagne dans la catégorie humour, ce qui lui permet d'être publié sur la plateforme. Diane Truc se consacre aux dessins, et s'associe à Rutile qui se charge du scénario. Elles sortent ensuite un épisode par semaine,, un rythme intense pour les autrices, notamment au regard de leur rémunération (environ 250€ par personne, par épisode et par semaine). Soixante épisodes sont publiés en tout.
Suite au succès de la série en ligne, plusieurs éditeurs contactent les autrices pour leur proposer une adaptation de Colossale sur papier. C'est finalement les éditions Jungle, choisies par Diane Truc et Rutile, qui se chargent du projet,, avec le studio S&B solution pour l'adaptation de la maquette numérique vers le format livre,. Les autrices ont été attentive au travail de transposition pour obtenir un objet livre satisfaisant, tout en restant aussi proche que possible de la publication originale.

## Synopsis
Jade, adolescente issue d'une famille aristocrate, est forcée de participer à des rallyes par sa mère, qui a l'espoir de lui trouver un bon parti pour le mariage. La jeune fille, obsédée par la musculation, préfère fréquenter la salle de sport en secret, et ne se sent pas à l'aise dans la haute société aux conventions sociales étouffantes où elle doit dissimuler ses muscles et sa passion. Au fil des épisodes, on découvre les difficultés de Jade pour concilier sa passion et les exigences familiales, ainsi que les amitiés et relations sentimentales qu'elle noue avec certains personnages.

## Personnages
- Jade Galbaud du Fort est le personnage principal de l'histoire. Elle est une adolescente issue d'une famille aristocratique, qui souhaite qu'elle fasse un bon mariage pour renflouer la fortune familiale. Jade a d'autres ambitions : elle est passionnée de musculation, et obsédée par son envie de gagner en muscles et en force[10],[11].
- Héloïse Carlier est une adolescente issue d'une famille de la haute bourgeoisie, très fortunée, qui tente de se faire sa place dans l'aristocratie. Elle est fréquemment en rivalité et en conflit avec Jade[12]. Elle fait preuve à la fois d'orgueil, et de manque de confiance en elle.
- Alexandre est un palefrenier de classe populaire, qui travaille pour la famille d'Héloïse. Jade remarque sa carrure très musclée, et lui demande des conseils de musculation[10]. S'ensuit une romance entre les deux personnages[13].
- Nathanaël Guillermon de Saint-Albin est un adolescent issu de l'aristocratie. Il est le gendre idéal selon les parents de Jade, bien qu'il soit vaniteux et que Jade ne l'apprécie pas[13].
- Simon Lecompte est un adolescent parfaitement intégré au milieu aristocrate que fréquente Jade, bien qu'il n'en soit pas issu, grâce à son capital culturel[9]. Il se rapproche de Jade en apprenant sa passion secrète, et en lui demandant des conseils de musculation.
- Léontine de Saint-Priest d'Urgel est une amie de Jade. Elle est chrétienne et très investie dans sa religion. Elle est aussi douée en organisation et met ses compétences en tableur au service de la salle de sport que fréquente Jade.
- Hanna est la gérante de La Machinerie, la salle de musculation que fréquente Jade[14].
- Danielle est une senior bodybuildeuse qui fréquente la même salle de musculation que Jade[14].
- Anthony est un gogo dancer gay qui fréquente la même salle de musculation que Jade. Il est en couple avec Sébastien[12].
- Sébastien est un homme gay qui fréquente la même salle de musculation que Jade. Il pratique le drag en tant que loisir. Il est en couple avec Anthony[12].
- Pénélope Galbaud du Fort, plus généralement appelée « Tante Pénélope », est la tante de Jade[15]. Celle-ci admire son indépendance et la perçoit comme une femme forte[14].

## Analyse

### Réappropriation des codes du shôjo
Les autrices déclarent vouloir faire du « shôjo à la française ». En effet, Colossale se destine principalement aux adolescents et son lectorat est majoritairement féminin. Diane Truc et Rutile déclarent s'être inspirées de mangas à succès, comme Princess Jellyfish et Peach girl,, dans lesquels il y a une prise de recul sur le genre shôjo qui en fait un commentaire du genre,.
Comme dans la plupart des shôjos, l'intrigue se concentre principalement sur les relations entre les personnages et intègre une bonne part de romance. Les autrices ont néanmoins souhaité dépassé les stéréotypes de la romance, parfois caricaturaux et sexistes, tout en apportant un propos sociologique à leur récit. Ainsi, dès le début de l'histoire, Jade envoie au tapis son principal prétendant au mariage, Nathanaël. Colossale inverse ici le stéréotype d'une femme émotive cherchant à séduire un homme fort. En outre, la romance amorcée avec Alexandre, issu de la classe populaire, sort des trames habituelle du genre et se heurte à des difficultés qui mettent en avant une réflexion sociale.
Le trait de Diane Truc reprend également les codes du manga, teintés de ceux de la bande-dessinée franco-belge, lui donnant un style graphique identifiable et efficace. Le dessin est simplifié et expressif, et met en avant les émotions des personnages au détriment des décors.

### Critique des normes d'apparence et de genre
Un de thème principaux de Colossale, la musculation, est l'occasion pour les autrices d'aborder les normes autour de la force, de l'apparence corporelle et de la féminité.
L'ambition principale de Jade est d'être forte et de se muscler, et c'est en remarquant son apparence musclée qu'elle va se rapprocher d'Alexandre. Pourtant, Colossale montre la force incarnée dans des corps très divers : ainsi, Danielle la bodybuildeuse aux muscles très dessinés est moins musclée qu'Hanna, qui a pourtant plus de graisse, et Alexandre incarne une force issue du travail. La scénariste Rutile insiste sur l'absence d'adéquation entre la force physique et l'apparence corporelle. Avec un message body positive, les autrices abordent aussi des sujets comme la grossophobie, et l'obsession de la minceur jusqu'à l'anorexie.
Avec sa carrure très musclée, l'apparence de Jade questionne aussi les stéréotypes de la féminité. Le milieu mondain auquel elle appartient lui fait remarquer qu'elle ressemble à un homme, et au contraire les autrices mettent en avant sa féminité pour créer le contraste. Les archétypes genrés sont régulièrement inversés, par exemple lorsqu'un dessin place Jade et Nathanaël dans la même posture que celle des personnages de la peinture de Jean-Honoré Fragonard Les Hasards heureux de l'escarpolette, mais en inversant les genres. De plus, les femmes de Colossales ne sont pas fortes que physiquement. Les hommes également sont représentés avec de la diversité et la culture queer est présente dans l'œuvre, qualifiée de féministe,,.

### Critique de la haute bourgeoisie
L'histoire de Colossale prend place dans la haute bourgeoisie française contemporaine, composée de familles issues de l'aristocratie comme celle de Jade et celle de Nathanaël, et de familles fortunées comme celle d'Héloïse. Pour donner corps à cet univers, les autrices s'inspirent des livres de Florence Dupré la Tour, autrice de bandes-dessinées autobiographiques racontant son enfance passée dans une famille bourgeoise catholique traditionnelle, et de ceux de Michel Pinçon et Monique Pinçon-Charlot, couple de sociologue ayant étudié et critiqué la haute bourgeoisie.
Dans Colossale, ce milieu mondain représente le principal antagoniste de Jade, qui l'empêche de suivre ses envies. Subissant la pression familiale, elle est contrainte de participer à des rallyes, où elle doit fréquenter des personnes avec qui elle ne s'entend pas et cacher sa carrure musclée. C'est un milieu régi par des codes sociaux stricts et étouffants, avant tout basés sur les apparences, et très genrés. Selon les autrices, qui se déclarent alignées à gauche politiquement, c'est le personnage de Nathanaël qui incarne le plus ce milieu, et qu'elles ont rendu volontairement détestable. Jade, au contraire, trouve la plupart de ses amis en dehors de cette sphère, notamment à la salle de sport qu'elle fréquente, et trouve l'amour en dehors de sa classe sociale.

### Un feuilleton populaire
Selon la scénariste Rutile, le webtoon, avec sa publication périodique et son succès très dépendant de l'enthousiasme (ou son absence) du lectorat, ressemble au roman-feuilleton et a le même aspect populaire. En effet, le succès de Colossale est d'abord dû à son audience, et n'aurait pas nécessairement attiré l'intérêt d'éditeurs classiques sans cela. Les autrices sont présentes sur les réseaux sociaux pour fédérer leur communauté,.  Elle est pleinement impliquée et peut publier des commentaires au fur et à mesure du récit, ses réactions peuvent ainsi influencer la publication,.

## Accueil
La publication de Colossale sur Webtoon a connu un vif succès, cumulant 6 millions de vues, et amenant des maisons d'édition à s'intéresser à l'œuvre pour la publier au format album. Le public est majoritairement féminin, avec 70% de lectrices. 85 000 lecteurs se sont abonnés à la publication de Colossale. Cela en fait le webtoon français le plus lu, au moment de la sortie des albums papier.
La publication en album est également un succès, avec 10 000 exemplaires vendus pour les deux premiers tomes. Le travail d'adaptation de la bande à « scroller » vers l'objet livre est remarquée pour sa bonne qualité,. Colossale est perçue comme une œuvre représentative de l'essor du webtoon en France, qui gagne en légitimité auprès des éditeurs et d'institutions comme le festival international de la bande-dessinée d'Angoulême,.
Sur les sites web dédiés à la critique de livres Goodreads et Babelio, Colossale obtient des notes positives, allant de 4,11 à 4,49/5 en moyenne,. Du côté de la critique spécialisée, les critiques sont globalement positives également. BD Gest', dans ses critiques du 1er et 3e tome notés à 3 étoile sur 5, apprécie l'humour et l'intrigue accrocheuse tout en déplorant une mise en page et un style graphiste simpliste,. ActuaBD publie une chronique de chacun des tomes, le dernier étant noté « favori de la rédaction », et remarque notamment l'humour et le message politique et social de la série. Pour Comixtrip, Colossale est « une histoire suprenante » , avec « une romance prometteuse, un petit traité de sociologie très accessible,  aux personnages franchement attachants ». Enfin, Bubble apprécie la diversité des personnages et le message engagé de l'œuvre.

## Publications

### Webtoon
Colossale a d'abord été publié en soixante épisodes sur la plateforme Webtoon entre le 29 novembre 2020 et le 20 février 2022, au rythme d'un épisode par semaine, le dimanche. Il est accessible gratuitement.
| N° | Titre de l'épisode     | Date de sortie    |
| -- | ---------------------- | ----------------- |
| 1  | Le Rallye              | 29 novembre 2020  |
| 2  | Altercation(s)         | 29 novembre 2020  |
| 3  | Danse de couple        | 29 novembre 2020  |
| 4  | Compte-rendu           | 6 décembre 2020   |
| 5  | Aristo no kokoro       | 13 décembre 2020  |
| 6  | Branle-bas de combat   | 20 décembre 2020  |
| 7  | Rodéo                  | 27 décembre 2020  |
| 8  | Princesse              | 3 janvier 2021    |
| 9  | New challenger         | 10 janvier 2021   |
| 10 | Premier galop          | 17 janvier 2021   |
| 11 | Plat de résistance     | 24 janvier 2021   |
| 12 | Point de départ        | 31 janvier 2021   |
| 13 | Jäger                  | 7 février 2021    |
| 14 | Essen                  | 14 février 2021   |
| 15 | Charitable             | 21 février 2021   |
| 16 | Excès de zèle          | 28 février 2021   |
| 17 | Essayage               | 7 mars 2021       |
| 18 | La kermesse            | 14 mars 2021      |
| 19 | Dilemme                | 21 mars 2021      |
| 20 | Expectative            | 28 mars 2021      |
| 21 | Réalité                | 4 avril 2021      |
| 22 | Manheim                | 11 avril 2021     |
| 23 | Venin                  | 18 avril 2021     |
| 24 | L'île aux riches       | 25 avril 2021     |
| 25 | Pente glissante        | 2 mai 2021        |
| 26 | Décollage              | 9 mai 2021        |
| 27 | Réveillon              | 16 mai 2021       |
| 28 | De retour              | 13 juin 2021      |
| 29 | Feliz Navidad          | 20 juin 2021      |
| 30 | Incassable             | 27 juin 2021      |
| 31 | Burn-out               | 4 juillet 2021    |
| 32 | Caste à part           | 11 juillet 2021   |
| 33 | Bonnes bases           | 18 juillet 2021   |
| 34 | Ultimatum              | 25 juillet 2021   |
| 35 | Confession             | 1er août 2021     |
| 36 | Pedigree               | 8 août 2021       |
| 37 | Prise de mesures       | 15 août 2021      |
| 38 | Dernières forces       | 22 août 2021      |
| 39 | Compromis              | 29 août 2021      |
| 40 | Noces d'amour          | 5 septembre 2021  |
| 41 | Attraction             | 19 septembre 2021 |
| 42 | Tentation              | 26 septembre 2021 |
| 43 | Illusions perdues      | 3 octobre 2021    |
| 44 | La roue de l'infortune | 10 octobre 2021   |
| 45 | Orsay                  | 17 octobre 2021   |
| 46 | Craquage               | 31 octobre 2021   |
| 47 | Réparation             | 28 novembre 2021  |
| 48 | Turbulences            | 5 décembre 2021   |
| 49 | Poupées                | 12 décembre 2021  |
| 50 | Pyramide               | 19 décembre 2021  |
| 51 | Majorité               | 26 décembre 2021  |
| 52 | Action                 | 2 janvier 2022    |
| 53 | Mémoire musculaire     | 9 janvier 2022    |
| 54 | Récupération           | 16 janvier 2022   |
| 55 | Invitation             | 23 janvier 2022   |
| 56 | Showtime               | 30 janvier 2022   |
| 57 | Rideau                 | 6 février 2022    |
| 58 | Épilogue 1/2           | 13 février 2022   |
| 59 | Épilogue 2/2           | 20 février 2022   |
| 60 | Fin.                   | 20 février 2022   |

### Albums
Colossale est adapté en livres papier publiés entre janvier 2023 et mars 2024 par les éditions Jungle. Ils reprennent les soixante épisodes déjà publiés en webtoon. La version collector les agrémente de contenus additionnels : épisodes inédits, quiz, interview des autrices, ainsi que du contenu documentaire sur la musculation et le milieu très riche dont fait partie Jade,,. À partir du troisième tome, la version de base à couverture souple est abandonnée, au profit de la version collector seulement, qui se vend mieux.

#### Édition de base
- Colossale, t. 1, 19 janvier 2023, 160 p., 174 × 236 mm (ISBN 9782822239844)
- Colossale, t. 2, 9 mars 2023, 223 p., 175 × 237 mm (ISBN 9782822239882)

#### Édition collector
- Colossale, t. 1, 19 janvier 2023, 191 p., 182 × 244 mm (ISBN 9782822239851)
- Colossale, t. 2, 9 mars 2023, 243 p., 180 × 244 mm (ISBN 9782822241007)
- Colossale, t. 3, 31 août 2023, 239 p., 181 × 244 mm (ISBN 9782822241687)
- Colossale, t. 4, 18 janvier 2024, 221 p., 181 × 244 mm (ISBN 9782822239936)
- Colossale, t. 5, 7 mars 2024, 246 p., 181 × 244 mm (ISBN 9782822239950)